# يوجين جورمان
يوجين جورمان (بالإنجليزية: Eugene Gorman)‏ هو محام بالقضاء العالي أسترالي، ولد في 10 أبريل 1891 في Goornong ‏ في أستراليا، وتوفي في 19 يوليو 1973 في East Melbourne ‏ في أستراليا.